# Hypopyra feniserella
Hypopyra feniserella är en fjärilsart som beskrevs av Embrik Strand 1914. Hypopyra feniserella ingår i släktet Hypopyra och familjen nattflyn. Inga underarter finns listade i Catalogue of Life.